# 요시다 유이
요시다 유이(일본어: 吉田 由)는 일본의 아역 출신 배우이다.

## 출연작

### TV 드라마
- 1998년 ~ 1999년 철완탐정 로보타크

### 영화
- 1998년 철완탐정 로보타크&카부타크 불가사의한 나라의 대모험